# 아인슈타인 반경
아인슈타인 반경(Einstein radius)은 아인슈타인 고리의 반경이다. 중력렌즈를 일반화하여 설명할 때 유용하게 사용되는 개념이다.
이하 유도에서 우리는 렌즈 역할을 하는 천체 {\displaystyle L}의 모든 질량 {\displaystyle M}이 은하 중심에 한 점으로 집중되어 있다고 가정한다.
광원 은하의 실제 위치와 천구상에서의 위치 사이의 각거리 {\displaystyle \alpha }는 그 크기가 매우 작으며, {\displaystyle \alpha }는 다음과 같이 나타낼 수 있다(슈바르츠실트 계량 참조).
{\displaystyle \alpha ={\frac {4G}{c^{2}}}{\frac {M}{b}}}
이때
{\displaystyle b}는 충돌경수(광원의 빛이 지나가는 경로 중 렌즈 질량중심에서 가장 가까운 지점까지의 거리)
{\displaystyle G}는 중력상수
{\displaystyle c}는 광속이다.
위 그림의 모든 각도들이 매우 작고 단위가 라디안일 때 렌즈 역할을 하는 천체까지의 거리 {\displaystyle D_{\rm {L}}}과 천구상에서 렌즈 역할을 하는 천체와 광원 천체 사이의 겉보기 각거리 {\displaystyle \theta _{1}}은 다음 관계를 갖는다.
{\displaystyle b={\theta _{1}}{D_{\rm {L}}}}
그리고 {\displaystyle \alpha }를 다음과 같이 다시 표현할 수 있다.
{\displaystyle \alpha (\theta _{1})={\frac {4G}{c^{2}}}{\frac {M}{\theta _{1}}}{\frac {1}{D_{\rm {L}}}}}   (식 1)
렌즈 역할 천체와 광원 천체의 실제 위치 사이의 각거리를 {\displaystyle \theta _{\rm {S}}}로 잡으면
{\displaystyle \theta _{1}\;D_{\rm {S}}=\theta _{\rm {S}}\;D_{\rm {S}}+\alpha \;D_{\rm {LS}}}
이것을 다시 쓰면
{\displaystyle \alpha (\theta _{1})={\frac {D_{\rm {S}}}{D_{\rm {LS}}}}(\theta _{1}-\theta _{\rm {S}})}   (식 2)
(식 1)과 (식 2)가 같다고 한 뒤 식을 정리하면
{\displaystyle \theta _{1}-\theta _{\rm {S}}={\frac {4G}{c^{2}}}\;{\frac {M}{\theta _{1}}}\;{\frac {D_{\rm {LS}}}{D_{\rm {S}}D_{\rm {L}}}}}
렌즈 너머의 광원이 관찰자-렌즈와 일직선상에 있을 때, 즉 {\displaystyle \theta _{\rm {S}}=0}일 때 {\displaystyle \theta _{1}} 값을 아인슈타인 반경이라고 하며, 기호는 {\displaystyle \theta _{\rm {E}}}이다. 위 식에 {\displaystyle \theta _{\rm {S}}=0}을 대입하여 {\displaystyle \theta _{1}}에 대하여 풀면

→ → 순서로 변화한다.

{\displaystyle \theta _{E}=\left({\frac {4GM}{c^{2}}}\;{\frac {D_{\rm {LS}}}{D_{\rm {L}}D_{\rm {S}}}}\right)^{1/2}}
결국
{\displaystyle \theta _{1}=\theta _{\rm {S}}+{\frac {\theta _{E}^{2}}{\theta _{1}}}}
이므로 이것을 {\displaystyle \theta _{1}}에 대한 2차방정식 {\displaystyle {\theta _{1}}^{2}-\theta _{\rm {S}}{\theta _{1}}-\theta _{E}^{2}=0}으로 생각하면
{\displaystyle {\theta _{1}}_{\pm }={{\theta _{\rm {S}}\pm {\sqrt {{\theta _{\rm {S}}}^{2}+4\theta _{\rm {E}}}}} \over 2}}
{\displaystyle \theta _{\rm {S}}=0}이면 {\displaystyle {\theta _{1}}_{+}={\theta _{1}}_{-}=\theta _{\rm {E}}} 로 광원 천체가 렌즈 천체 주위의 고리 모양으로 보이며, 이것을 아인슈타인 고리라고 한다. 아인슈타인 고리의 반경은 아인슈타인 반경과 같다.
{\displaystyle \theta _{\rm {S}}\neq 0}이면 광원 천체는 렌즈 천체 주위에 아인슈타인 반경보다 큰 반경의 호가 하나, 아인슈타인 반경보다 작은 반경의 호가 하나의 모습으로 보이게 된다.

## 같이 보기
- 아인슈타인 고리

## 참고 자료
- Chwolson, O (1924). “Über eine mögliche Form fiktiver Doppelsterne”. Astronomische Nachrichten 221 (20): 329–330. Bibcode:1924AN....221..329C. doi:10.1002/asna.19242212003. (The first paper to propose rings)
- Einstein, Albert (1936). “Lens-like Action of a Star by the Deviation of Light in the Gravitational Field”. Science 84 (2188): 506–507. Bibcode:1936Sci....84..506E. doi:10.1126/science.84.2188.506. JSTOR 1663250. PMID 17769014. (The famous Einstein Ring paper)
- Renn, Jurgen; Tilman Sauer and John Stachel (1997). “The Origin of Gravitational Lensing: A Postscript to Einstein's 1936 Science paper”. Science 275 (5297): 184–186. Bibcode:1997Sci...275..184R. doi:10.1126/science.275.5297.184. PMID 8985006.